# Pułk Strzelców im. Bartosza Głowackiego

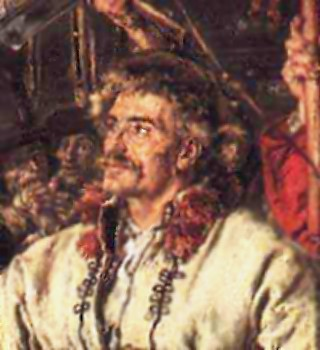
Bartosz Głowacki, patron pułku

Pułk Strzelców Polskich im. Bartosza Głowackiego – oddział piechoty Wojska Polskiego na Wschodzie.

## Formowanie i zmiany organizacyjne
Na początku listopada 1917 powstała w Moskwie Komendantura Naczelnego Polskiego Komitetu Wojskowego dla okręgu moskiewskiego. Komendantura zaczęła formować Polski Rezerwowy Pułk. Dzięki zaangażowaniu komendanta ppłk. Wincentego Podgurskiego i wyznaczonego dowódcy pułku płk. Kazimierza Majewskiego, pomimo przeszkód ze strony bolszewików, formowanie, acz powoli, postępowało systematycznie. Z rozkazu komendanta ppłk. Wincentego Podgurskiego w styczniu 1918 przemianowano pułk na „Batalion Obrony Skarbów Narodu Polskiego w Moskwie”.
13 lutego aresztowano ppłk. Podgurskiego i kilkunastu oficerów, zmuszając komendanturę do zwinięcia. Płk Majewski przemianował batalion na „Pułk Strzelców Polskich im. Bartosza Głowackiego”. W końcu marca pułk liczył około 850 żołnierzy.
Przeciwnicy pułku, głównie socjaldemokratyczna Trybuna i Komisariat do Spraw Polskich, jako polscy komuniści, wymogli na rządzie bolszewickim rozbrojenie pułku. 6 kwietnia o 6:00 koszary, w których stacjonowali żołnierze, zostały otoczone przez samochody opancerzone, stanowiska karabinów maszynowych i działa wojsk Wszechrosyjskiej Nadzwyczajnej Komisji Śledczej do Walki z Kontrrewolucją, Sabotażem i Spekulacją, aresztowano płk. Majewskiego i oficerów, a na żołnierzy nałożono areszt domowy. Po czterech dniach koszary zajęto, zrabowano z kasy pieniądze, a żołnierzom nakazano rozejście się w dowolne miejsca. Jako przyczynę podano kontrrewolucyjność manifestującą się odmową zorganizowania komitetów żołnierskich na wzór wojska bolszewickiego. 23 kwietnia 1918 pułk został formalnie rozwiązany.

## Dowództwo pułku
- dowódca – płk Kazimierz Majewski
- adiutant – ppor. Władysław Brejdygand[3]

## Skład organizacyjny
- dowództwo
- dwanaście kompanii piechoty
- kompania karabinów maszynowych
- kompania inżynieryjna
- kompania kolejowa i samochodowa
- bateria artylerii
- szwadron jazdy
- szkoła podoficerska